# Advanced Radio Data Integrated System

## Historia
System Ardis został stworzony w 1990 r. przez firmę Motorola dla jednego z największych potentatów przemysłu komputerowego IBM. W niedalekiej przyszłości został wprowadzony do użytku publicznego dzięki spółce firmy Motorola i IBM.
Ardis obsługuje pierwszą a zarazem największą ogólnokrajową sieć bezprzewodową danych umożliwiającą komunikację w budynkach, a także w komunikacji miejskiej.Między mobilnymi pracownikami, którzy używają komputerów przenośnych, osobistych cyfrowych asystentów jak i komputerów głównych. Sieć ARDIS obsługuje 410 szczytowych obszarów w pobliżu metra we wszystkich 50 stanach, Puerto Rico i U.S Virgin Islands. Pokrywa to więcej niż 80 procent populacji i 90 procent działalności zajmującej się biznesem w Stanach Zjednoczonych. Usługa umożliwia kierownikom i mobilnym pracownikom wejście do zbiorowych systemów informacyjnych, a także porozumiewać się natychmiast z ich interesantami w danym miejscu.

## Architektura systemu Ardis
Głównym filarem architektury systemu jest pojedyncza centrala, która ma za zadanie wyznaczać trasę połączenia oraz przekazywać wiadomości, do niej jest dołączony szereg procesorów sterowania siecią (NCP - Sieć kontrolująca procesory). Każdy z procesorów steruje zespołem stacji bazowych niestety system nie ma, aż tak szerokiego spektrum działania jak telefonie komórkowe TDMA czy FDMA. System Ardis najlepiej radzi sobie z niskimi szerokościami pasm nieinteraktywnych aplikacji; czas reakcji waha się w granicach 5 sekund. Limit który jest nakładany na kanały jest podyktowany ustawieniami operacyjnymi a co za tym idzie limit wprowadzony został na pojemność kanału. Obecnie stosowany protokół to Motorola RD-LAP(Radio Data Link Access Protocol).Jego główne parametry to transmisja danych z szybkością 19,2 kbit/s przyjmując że kanał będzie o szerokości 25 kHz.Rzadziej stosowany już protokół to MDC-4800, który zapewnia przy tym samym kanale, wolniejszą transmisję wynoszącą 4800 bit/s. System ten charakteryzuje się współczynnikiem wielokrotnego wykorzystania częstotliwości równym jedności. Jest to jednoznaczne z tym że sąsiadujące komórki wykorzystują tę samą częstotliwość kanałową .To jest jak gdyby największym minusem ponieważ stacje które pracują blisko siebie nie mogą pracować równocześnie.
Architektura systemu Ardis definiuje protokoły od góry, wliczając w to warstwę 4 w mobilnym terminalu. Tak zwany Ojczysty Język poleceń (NCL) na dnie drugiej warstwy dostarcza rozkaz /reakcja jest typowa dla wymiany protokołu pomiędzy pakietami modemu (RPM), a komputerem abonenta.RPM używa protokołu RD-Lap(RD-LAP – Radio Data Link Access Protocol) w warstwach 2 i 3, by mieć dostęp do sieci, która jest oparta na standardzie X.25.

## Architektura komunikacji systemu Ardis
Mobilność zarządzania w Ardisie jest podobna do CDPD (Cellular Digital Packet Data). Rejestr abonentów macierzystych (HLR) i rejestr abonentów gości (VLR) umieszczony w usłudze ACCs śledzi pozycję każdego zarejestrowanego modemu (RPM) z siecią. Kiedy tylko RPM uznaje, że znajduje się w nowej komórce (przez stację bazową transmituje informacje), wysyła pakiety rejestracyjne, uaktualniając bazę danych sieci. Usługi ACC i VLR koordynują pracę z domowym ACC i HLR, nakładając na nią wcześniejszą autoryzację do przyznania usługi.